# 考夫曼縣 (德克薩斯州)
考夫曼縣（英語：Kaufman County）位美国德克萨斯州東北部的一個縣，面積2,090平方公里。根据2020年美國人口普查，共有人口14萬5,310人。縣治考夫曼（Kaufman）。該縣成立於1848年2月26日，縣政府成立於同年8月7日。縣名紀念第一位代表德州的猶太人聯邦眾議員大衛·S·考夫曼。